# Boyceville
Boyceville är en ort (village) i Dunn County i Wisconsin i USA. Vid 2010 års folkräkning hade Boyceville 1 086 invånare.